# Cheiracanthium furculatum
Cheiracanthium furculatum is een spinnensoort uit de familie Cheiracanthiidae. De soort komt voor in Zimbabwe.
De wetenschappelijke naam van de soort werd in 1879 gepubliceerd door Ferdinand Karsch.